# هیدیوکی ناگاشیما
هیدیوکی ناگاشیما (انگلیسی: Hideyuki Nagashima؛ زادهٔ ۲۷ مهٔ ۱۹۵۳) کشتی‌گیر اهل ژاپن بود.